# Castell de Guimerà
El castell de Guimerà està situat estratègicament en el límit entre l'altiplà i la carena de la vall del Corb, construït sobre un pla de roca viva, on s'estenen avui les restes del recinte medieval, ampliat en diverses fases fins a l'extrem de ponent, i relacionat a través del cementiri vell amb l'església gòtica. El seu tret característic és la seva torre rodona de guaita i defensa. És un edifici declarat bé cultural d'interès nacional.

## Història
La primera esmena documental referent a l'existència d'aquest castell data del 1058. Aquest document és l'escriptura de la donació dels comtes de Barcelona, Ramon Berenguer I i la seva esposa Almodis, de les terres de Forès per tal que Miró Foguet i el seu nebot Bernat Llop vivifiquessin aquells paratges recentment conquerits. El castell havia d'assegurar la defensa dels nous pobladors d'aquells indrets. Posteriorment, hi ha un testament datat del 1172 on Ramon d'Òdena llega a la seva muller i al seu fill el Castell de Guimerà. En dates més recents, al 1220, resta el document de venda del castell per part de Guillem de Cervera a Guerau Alemany pel preu de 600 morabatins. Guerau Alemany i Gueraua de Rocabertí iniciaren les obres de construcció de l'actual església de Guimerà.
El lloc i la fortalesa passaven a mans del llinatge dels Castre a mitjan s. XIV, per raó de l'enllaç matrimonial de Francesca Alemany amb Felip de Castre. Dels Castre passava als Pinós el 1371 i, més de dos segles més tard, el 1599, Felip II va concedir el títol de comte de Guimerà a Gaspar Galceran de Castre-Pinós, el qual, en morir sense descendència, deixava el senyoriu de Guimerà a la seva germana Francesca de Pinós i de Fenollet, casada amb el duc d'Híxar. A partir d'aquest moment, els Híxar van esdevenir senyors de l'indret fins a la desamortització del s. XIX.

## Arquitectura

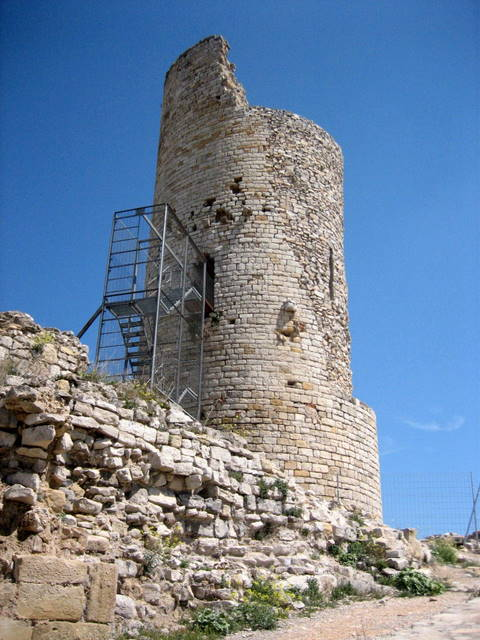
Guimerà. Torre de guaita i defensa. Abril del 2008.

El castell i la vila de Guimerà s'alcen a 555 metres d'altitud arran del riu Corb i ben a prop de la vila de Ciutadilla, on hi havia el castell més avançat d'aquesta marca castellera situada enfront del territori musulmà establerta a la capital de Lleida. Som a les terres eixutes del pla lleidatà si bé en aquest cas som a la mateixa riba del Corb, riu que acostuma a dur ben poca aigua i el seu cabal depèn molt del règim pluviomètric anual.
La fortalesa es compon d'una torre de planta circular, un gran recinte amb vestigis de nombroses edificacions i les ruïnes d'una fortificació de base poligonal situada al nord-est de la torre, la qual, segons les excavacions arqueològiques realitzades en diverses campanyes entre els anys 1990 i 1996, és probablement l'element més antic del conjunt. Tanmateix, l'element més destacable del castell és la torre mestra. Bastida entre els segles xi i xii i avui en part esberlada, ateny uns 20 m d'alçada i a l'interior es divideix en tres pisos o cambres; la porta d'accés, situada a nivell del primer pis, és a uns 6,5 m del sòl exterior. El seu parament, tant a l'interior com a l'exterior, fet amb carreus de mida mitjana, forma filades regulars, i a mig aire, a la cara externa, hi podem veure diverses mènsules i alguns traus, els quals devien servir en algun moment per a suportar una galeria de fusta volada. Darrerament s'han dut a terme noves excavacions arqueològiques dins el recinte del castell.
Segons la documentació del 1402 aquest castell antigament constava amb la cambra de les ballestes, la cambra de P. Bertran, el rebost, safareig, menjador, "lo salonet", la cambra de la volta, la recambra, el guarda-roba, la casa oliera, lo pastador, el celler, la casa dels grans i l'entrada del castell. Els únics mestres d'obres documentat en la construcció d'aquesta fortalesa són, en primer lloc, el mestre arbequí Esteve Mas, que va treballar-hi entre els anys 1546-1548. També s'esmenta el francès Bernat Longor i posteriorment Anton Torrius, Genís Grifell i Pere Xanxes de Ciutadilla.